# Lorraine-Dietrich
Lorraine-Dietrich – francuska marka samochodów istniejąca w latach 1908–1934. Powstała, gdy firma Société Lorraine des Anciens Etablissements De Dietrich & Cie przejęła od przedsiębiorstwa De Dietrich wytwarzanie samochodów. Od 1928 auta zwane były jako „Lorraine” bez członu „Dietrich”. Zaliczane były do aut wyższej klasy wytwarzanych w niewielkich seriach. Często też brały udział w zawodach sportowych.
Początkowo wytwarzano pojazdy 4-cylindrowe. W 1919 ukazał się model D 2-6 30CV z silnikiem 6-cylindrowym, pojemnością 6 litrów o mocy 75 KM. Dodatkowo wypuszczono słabszy model 6-cylindrowy B 3-6 15 CV, zwany też 16CV o pojemności 3,4 litra o mocy 50–90 KM. W 1923 zbudowano model 4-cylindrowy A 4 10/12 CV o pojemności 2,3 litra i mocy 45 – 55 KM.
Pod marką Lorraine ukazały się modele B 3-6 15 CV o pojemności 3,4 litra i mocy 50KM oraz A 4 10/12 CV. W 1929 doszedł mniejszy model, a w 1931 310/311 20 CV z 6-cylindrowym silnikiem o pojemności ok. 4 litra i mocy 90 KM.

## Silniki lotnicze
Wytwórnia słynęła też z wielu udanych silników lotniczych. Szczególnie popularnym silnikiem był model 12 cylindrowy LD-12E (różne podtypy) o mocy ok. 450 KM zastosowany w takich samolotach jak np: PWS-10, Breguet 19, Potez XXV, Blériot-SPAD S.61, PWS-20, PWS-1. Mocniejsza wersja 18 cylindrowa była zastosowana np. w Lublin R.VIII. Były to najczęściej silniki w ukłdzie W (trójrzędowy układ cylindrów), chłodzone cieczą.

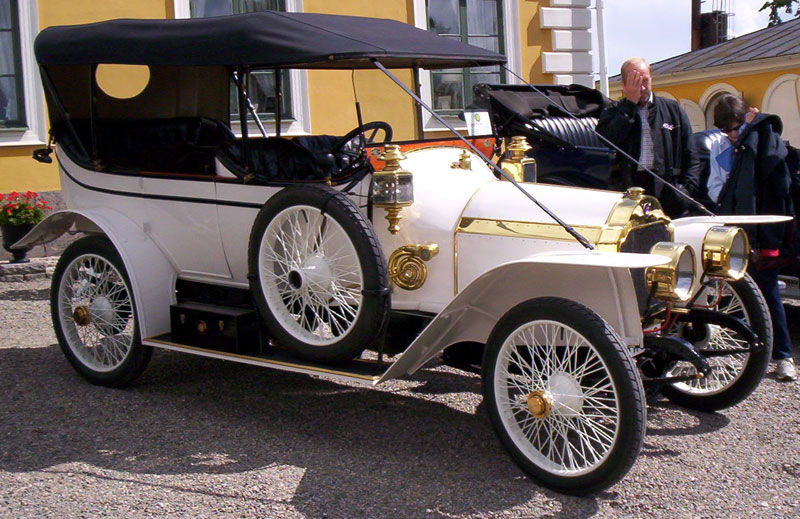
Lorraine-Dietrich 12 HP Torpedo (1912)
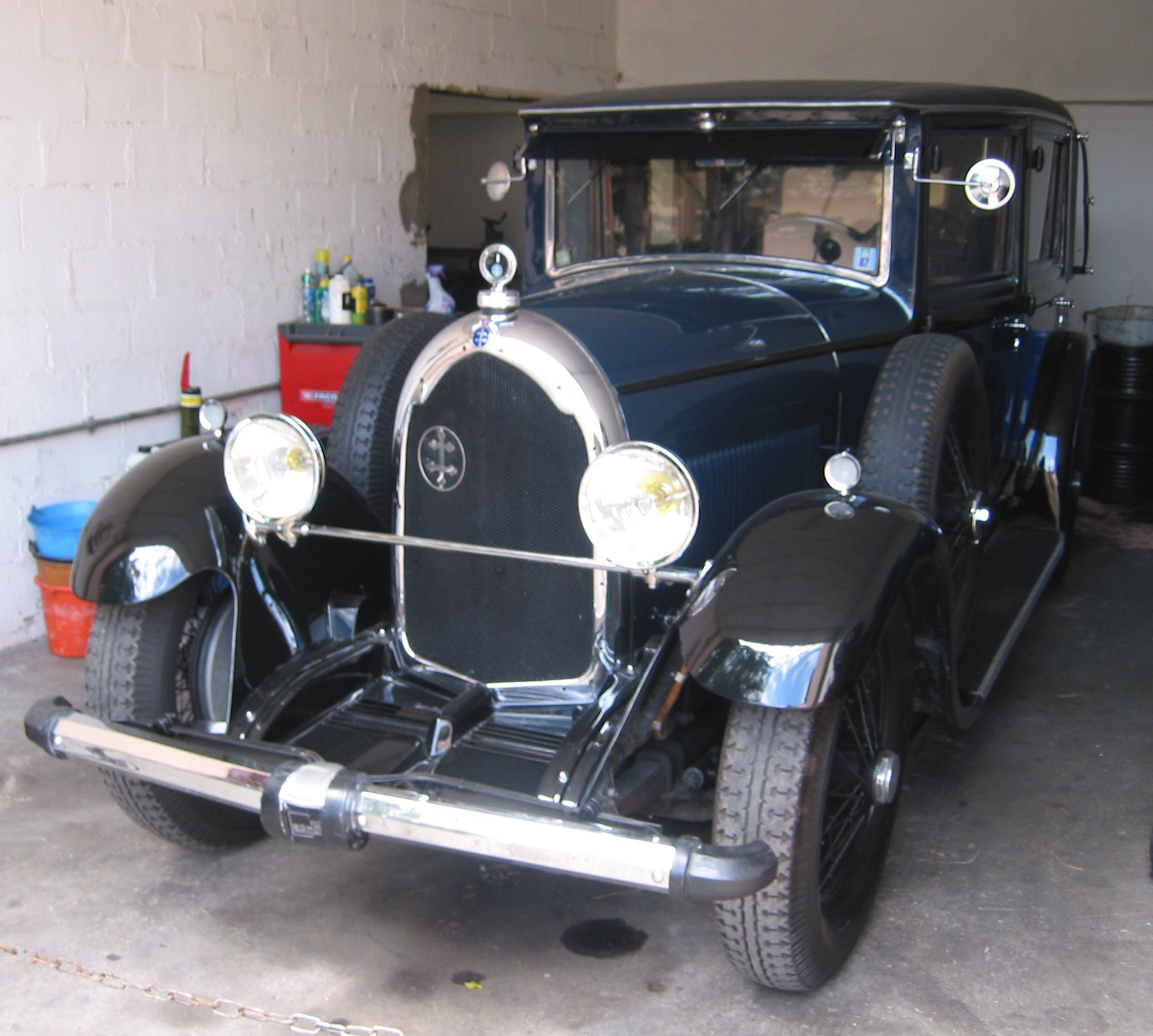
Lorraine model 1930